# (464142) 2014 XD5
(464142) 2014 XD5 es un asteroide perteneciente al cinturón de asteroides, descubierto el 10 de octubre de 2005 por el equipo Spacewatch desde el Observatorio Nacional de Kitt Peak (Arizona, Estados Unidos).